# Spektrum (Festival)
Das Spektrum ist ein eintägiges Open-Air-Musikfestival für „Beatkultur“, das seit 2012 jährlich auf dem Gelände der Elbinsel in Hamburg-Wilhelmsburg stattfindet und von der Kopf & Steine GmbH veranstaltet wird. Die dort auftretenden Künstler sind vorrangig im Bereich Hip-Hop und Rap zu finden, teilweise auch im Elektro-Segment. Das Festival ging aus dem MS-Dockville-Festival hervor. Hatte das Spektrum zu Beginn um die 600 Besucher, fanden im Jahr 2016 bereits über 8000 Menschen den Weg auf das Festivalgelände.

## Bühnen

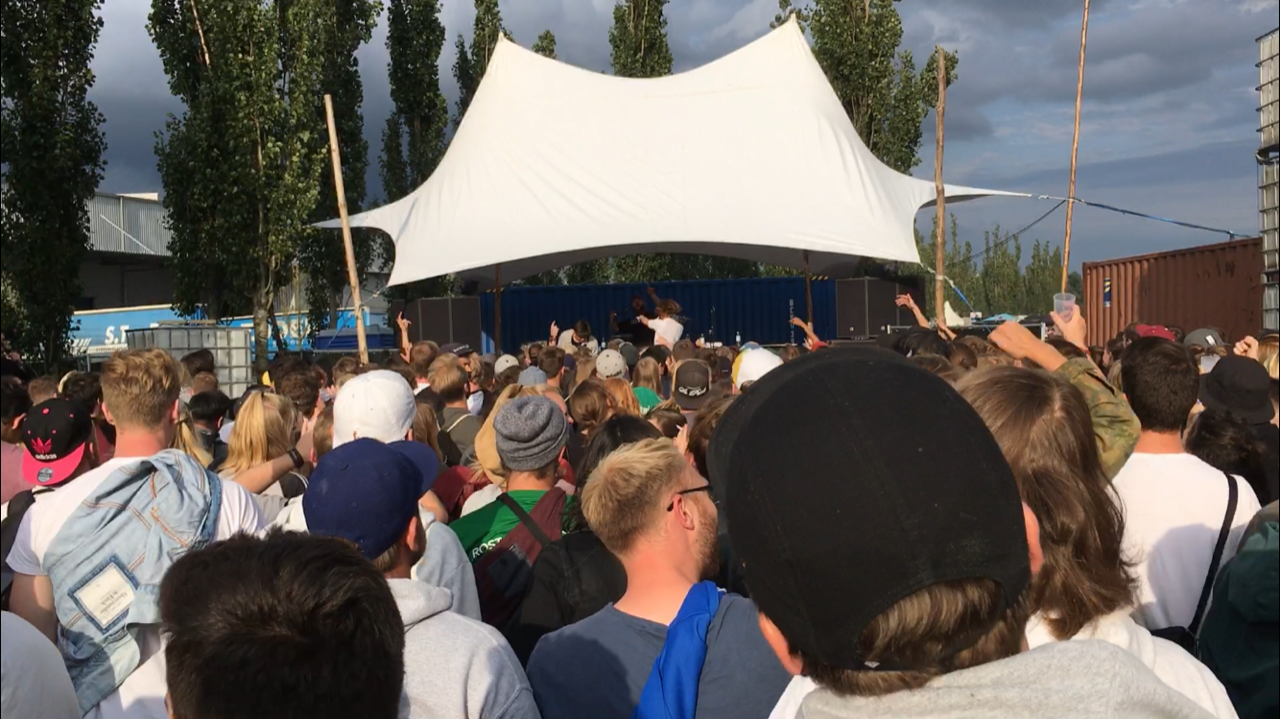
Klüse-Zeltbühne Spektrum 2017

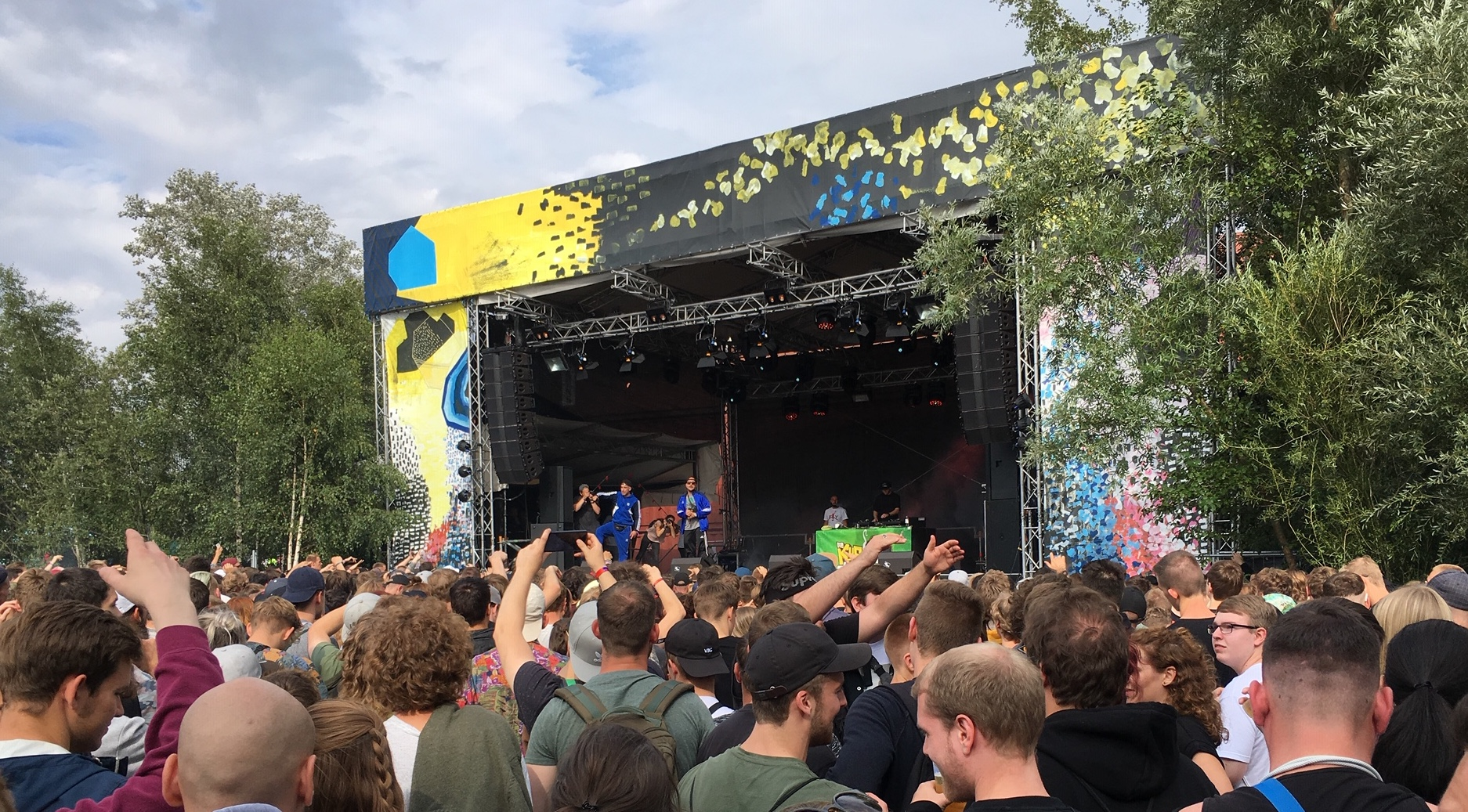
Plusmacher Auftritt auf der Maschinenraum-Bühne beim Spektrum 2017

Während das Festival heute mit dem „Maschinenraum“, dem „Oberdeck“ und der „Klüse“ zeitgleich drei Stages unterhält, startete man 2012 mit lediglich einer Bühne. Jedoch wurde das Ein-Tages-Festival bereits ein Jahr später auf zwei Bühnen erweitert.

## Künstler (Auswahl)
Jährlich treten bei dem Festival laut eigener Aussage „etablierte, aufstrebende und kontroverse RapperInnen, innovative ProduzentInnen, Lieblings-DJs und Gesamtkunstwerke auf“.
2012
Ahzumjot, Dexter, Blockparty, Die Orsons, SAM, 14TH, Brüllwürfel Projekt
2013
Edgar Wasser, Megaloh, 257ers, Retrogott, Hulk Hodn, Danny Brown, Pearson Sound
2014
Teesy, Sierra Kidd, Haftbefehl, Hudson Mohawke, Errdeka, Psaiko.Dino, Betty Ford Boys
2015
K.I.Z, Chefket, 3Plusss, MC Bomber, Veedel Kaztro, Audio88, Siriusmodeselektor (Siriusmo & Modeselektor), EckePrenz
2016
MoTrip, SSIO, Celo & Abdi, Money Boy, Umse, Fatoni, Drunken Masters, LGoony, Crack Ignaz, SXTN, Neonschwarz
2017
Die Orsons, Karate Andi, RIN, Olexesh, Plusmacher, Haiyti, Yung Hurn, Nimo, Goldroger, Dexter, Pilz
2018
Antilopen Gang, Megaloh, Trettmann, Bausa, Miami Yacine, DCVDNS, Ahzumjot, Visa Vie, Zugezogen Maskulin
2019
Trettmann, Haiyti, Summer Cem, Luciano, LGoony, Nate57, Jugo Ürdens, Juse Ju, Kalim, MC Bomber